# Jane Jacobs
Jane Jacobs, geboren als Jane Butzner (Scranton, 4 mei 1916 – Toronto, 25 april 2006), was een Amerikaans-Canadees publiciste en stadsactiviste. Zij is vooral bekend geworden door haar pleidooien voor gemengde buurten en door acties tegen de aanleg van snelwegen door woonbuurten.

## Biografie
Zij werd geboren in een joods middenklassegezin. Haar vader was arts en haar moeder lerares. In de jaren dertig verhuisde ze naar New York. Daar had ze diverse baantjes en studeerde ze twee jaar aan Columbia University. In 1944 trouwde ze met de architect Robert H. Jacobs.
In 1961 verscheen haar bekendste boek, The Death and Life of Great American Cities (Dood en leven van grote Amerikaanse steden). Het behoort nog altijd tot de meest invloedrijke geschriften over stedelijke ontwikkeling en stadsplanning. Jacobs legde hierin de mechanismen bloot waardoor levendige stadsbuurten in hun voortbestaan werden bedreigd door planners die, geïnspireerd door Le Corbusier en Ebenezer Howard, functies als wonen, werken en verkeer zo veel mogelijk wilden scheiden. Jacobs hield een met typerend common sense doorspekt pleidooi voor buurten met een levendig straatbeeld. Buurten hebben meerdere functies (zoals wonen, werken, cultuur en winkelen) nodig voor een dynamische, lokale economie. Dynamiek zou vanzelf ontstaan door de kruisbestuiving tussen de mensen die actief waren voor de verschillende functies in dezelfde buurt. Om zo veel mogelijk mensen in dezelfde buurt te krijgen, is een hoge concentratie van activiteiten nodig; dus hoogbouw en intensief gebruik van de straten. De straten zijn van groot belang als visitekaartje van de buurt en als sociaal netwerk door de stad. Tevens is het onnodig om oude gebouwen te slopen; deze zijn nodig voor economische activiteiten die de hoge kosten van nieuwbouw niet kunnen opbrengen, zodat de efficiëntie en het intensieve gebruik van de wijk niet in gevaar komt door ongevraagde nieuwbouw.
De menselijke schaal diende volgens Jacobs de maat te zijn in stedelijke ontwikkeling.
Volgens Jane Jacobs zijn er twee factoren die creativiteit en ontstaan van nieuwe ideeën bevorderen:
- een divers aanbod van kennis en technologie, en
- de bereidheid van creatieve bewoners van die stad die de kennis en technologie met elkaar koppelen.

The Death and Life of Great American Cities verscheen in een tijd waarin niet alleen in de Verenigde Staten maar ook in veel Europese landen oude stadswijken in verval raakten en bestuurders vooral heil zagen in grootschalige, monofunctionele wijken. In Nederland werden in die tijd de plannen ontwikkeld voor bijvoorbeeld de Bijlmermeer, waar functiescheiding in extremis werd doorgevoerd (zie ook het nieuwe bouwen).
In haar eigen stad was Jacobs voorzitter van een comité dat in 1962 de aanleg van de Lower Manhattan Expressway wist tegen te houden. Met haar gezin verhuisde ze in 1968 naar Toronto, om te voorkomen dat de twee zonen als dienstplichtigen opgeroepen zouden worden voor de Vietnamoorlog. Ook in Canada streed ze met succes tegen de aanleg van snelwegen door woonbuurten.